# جوردن روبنسون
جوردن روبنسون (بالإنجليزية: Jordan Robinson)‏ (28 أبريل 1991 في المملكة المتحدة - ) هو لاعب كرة قدم بريطاني في مركز الدفاع. لعب مع ويغان أتلتيك وبيلينغهام سينثونيا ‏ وDarlington 1883 ‏.

## وصلات خارجية
- جوردن روبنسون على موقع قاعدة بيانات كرة القدم.إي يو (الإنجليزية)
- جوردن روبنسون على موقع Soccerbase.com (لاعب) (الإنجليزية)